# Monti del Sole
I Monti del Sole sono un gruppo dolomitico situato nel territorio del Parco nazionale delle Dolomiti Bellunesi.
Si trovano in Provincia di Belluno, e dividono la Valbelluna dall'Agordino, le cime raggiungono quote limitate intorno ai 2000 metri.
I Monti del Sole sono caratterizzati da valli ripide e impervie, poco frequentate dal turismo di massa. Numerosi sono gli itinerari alpinistici sulle pareti della Palazza, dei Feruch e di altre cime e torri.

## Suddivisione
Il massiccio dei Monti del Sole sorge a nord del Lago del Mis tra la Valle del Mis a sud-ovest e la Val Cordevole a est e nord.
- Gruppo del Piz di Mezzodì, sorge ad ovest della Val Soffia, a nord del lago del Mis, e confina coi Ferùch tramite Forcella Zana;
- Gruppo dei Ferùch, si estende tra la Forcella Zana e la Forcella dei Pom;
- Stornade, massiccio dosso roccioso che s'allunga ad est verso la Val Cordevole;
- Gruppo delle Coraie, catena che da Forcella de le Coraie e Forcella Pom scende verso sud costituendo l'ossatura principale dei Monti del Sole.

## Vette principali
- Piz di Mezzodì (2271 m), cima più elevata del gruppo.
- Pala nord dei Ferùch (1950 m).
- Torre dei Ferùch (2121 m).
- Cima de la Boràla (2130 m), cima poderosa e complessa, la principale dei Ferùch.
- Cima est dei Ferùch (2140 m), vetta che chiude ad est i Ferùch e ne è la vetta più elevata.
- Cima del Bus del Diaol (2149 m); cima che prende il nome dalla grande caverna alla base del versante nord.
- Cima de le Stornade (2029 m); poderosa vetta i cui versanti scendono verso la Val Cordevole con diverse elevazioni secondarie.
- Cima de le Coraie (2083 m), detta anche Croda Bianca.
- Mont Alt (2069 m).
- Palazza (1909 m); è la cima a forma cubica ben visibile dalla Val Cordevole e più interessante per gli alpinisti.
- Piz di Vedana (1324 m); il picco aguzzo che sovrasta Vedana ed il Lago del Mis.

## Alpinismo
La conquista della cima più elevata, il Piz de Mezzodì, avvenne da parte della grande guida Santo Siorpaes e del suo cliente Gottfried Merzbacher il 16 agosto 1877. Da allora le imprese alpinistiche sui Monti del Sole sono state sporadiche ed esclusivamente opera di locali, eccettuate alcune incursioni di Ettore Castiglioni negli anni '30. Ciò è dovuto al fatto che i Monti del Sole versano in uno stato di abbandono quasi totale (il quasi è riferito alla sopravvivenza di alcune tracce ancora battute da amanti dell'avventura e dalla presenza del Bivacco Valdo) e che gli impervi viàz che li attraversano sono opera dei cacciatori e dei boscaioli che vivono (o vivevano) alle loro pendici. La storia dei Monti del Sole comincia abbastanza tardi con la salita della Cima Bus del Diaol di Oskar Schuster nel 1902 e le esplorazioni di Castiglioni insieme a Bruno Detassis, i quali scalarono la Torre dei Ferùch per lo spigolo sud-ovest, la Torre del Mont Alt rispettivamente e la Cima Larga negli anni 1934 e 1935. I Monti del Sole furono dimenticati fino agli anni '70 quando conobbero un vero e proprio boom che vedeva contrapposti gli alpinisti bellunesi (Franco Miotto e Riccardo Bee in particolare) agli alpinisti feltrini (Maurizio Zanolla, Diego Della Rosa, Pier Verri e molti altri) sfidarsi a colpi di vie nuove, senza contare anche le puntate di esterni tra cui un gruppo di Polacchi (parete est del Piz di Mezzodì), Alessandro Gogna (spigolo sud della Palazza) e Renato Casarotto (parete sud-ovest della Cima de la Boràla). Nel lasso di tempo dal 1969 fino al 1984, tutte le pareti del gruppo vennero sistematicamente scalate lungo le linee più logiche e con difficoltà via via crescenti fino al massimo per l'epoca (come la via "Chino Viel" alla Palazza di Miotto e Bee o lo spigolo di Gogna-Santon e Zonta alla stessa). Negli anni successivi ad oggi, a parte le realizzazioni di Pier Verri (che culminarono con un'altra grande via sulla est del Piz di Mezzodì) non si registrarono altre salite di rilievo e quelle già esistenti attendono ancora la prima ripetizione.

## Accessi
Le basi per l'accesso al massiccio sono tre: Gena Bassa, presso il bar al limite settentrionale del Lago del Mis, la Val Cordevole dai pressi di La Muda e la valle Agordina per il Piz di Mezzodì.
- Bivacco Matilde e Umberto Valdo: è l'unico punto di appoggio dell'intero massiccio, se si escludono le grotte o le cenge che via via s'incontrano ed è accessibile da Gena Bassa per la strada che passa per Gena Alta e poi per il sentiero 871 che sale la Val Soffia.
- Sentiero 871: si tratta del sentiero che passando per il bivacco congiunge Gena Bassa alla Forcella Pom; terreno molto impervio e con tratti alpinistici.
- Sentiero 872: sentiero che collega Gena Bassa a La Muda passando per la Forcella Zana; terreno difficile e con tratti di II e III sotto la forcella in Val Pegolera.
- Sentiero 875: Itinerario che collega tutte le forcelle del gruppo delle Coraie; nessun punto d'appoggio e vari tratti di I e II con tracce saltuarie.
- Cenge de le Càze Alte: viàz di camosci che collega Forcella Zana a Forcella Pom seguendo le banche settentrionali dei Ferùch.
- Zengia dei Contrabbandieri: itinerario impervio sopra il Lago del Mis che collega Le Rosse Alte a Gena Bassa, passando per Casera Nusieda Alta.
- Zengia Bruta: viàz di camosci che circonda la Cima Bus del Diaol e Cima Covolera a ovest, sul versante Mis.
- Zengia del Zimòn: cornice esposta che attraversa il fianco orientale del Cimòn de Peralòra che collega Forcella de le Canevùze al Forzelòn de le Mughe.
- Zengiòn: lungo cengione boscoso che collega Val Salèt al Col Bregon, alta sopra la Val Cordevole.

Oltre ai citati esiste una fitta rete di tracce parzialmente segnalate e mantenute da un gruppo di appassionati frequentatori del gruppo montuoso, che permette il collegamento tra le varie forcelle del massiccio. Tutti i sentieri sono estremamente selvaggi.

## Ascensioni
Di seguito sono elencate alcune tra le vie aperte nel gruppo:
- Piz di Mezzodì: via dei Polacchi alla parete est (700 m, V e VI, si svolge al centro della parete); via Verri e compagni (700 m, VII, a destra della via dei Polacchi).
- Pala nord dei Ferùch: via Garna-Gianeselli-Ducapa-Foggiato-Sitta (450 m, IV, V e A2, sale i diedri a destra della placca gialla); via Miotto Bee (450 m, V e VI-, sale i diedri a sinistra della placca), via Milena di Verri e compagni (450 m, VI e VII, al centro della parete).
- Cima Larga: via Castiglioni-Detassis-Zoia-Stauderi (450 m, IV, parete sud); via diretta Verri-Coppe (450 m, IV e V+).
- Cima de la Boràla: via della Fessura di Zanolla-Della Rosa (600 m, da III a V e A1); via di destra di Casarotto-Albiero (600 m, da IV a VI); via centrale di D. Della Rosa (500 m, da III a V).
- Cima del Bus del Diaol: via Shuster (200 m, fino al IV+); via "Peter Sool" al pilastro sud-ovest (200 m, IV e V); via "Ulrike Meinhof" di Della Rosa-Bortolot (250 m, V+ e A1); singolo nord Della Rosa castellaz (250 m, IV e V).
- Cima de le Coràie: parete nord-ovest di Zanolla-Della Rosa (250 m, V e A1).
- Mont Alt: parete sud-est di Zanolla-Della Rosa (400 m, da IV a V+); via "Ariano" di De Zordi-Maoret-Fiori (280 m IV e V).
- Torre del Mont Alt: via Castiglioni-Bramani (300 m, IV+); spigolo sud-ovest Scandolin-Carmignoto (300 m, IV e V); parete ovest Della Rosa-Aminta (300 m, V+); parete est Verri-Cassol (400 m, V e VI+).
- Palazza: via "Chino Viel" di Miotto-Bee (500 m, VI e A3); spigolo Gogna-Santon-Zonta (800 m, VI- e A4); via a destra del pilastro Miotto-Saviane-Rossi (550 m, V+ e A1); via a sinistra del pilastro Miotto-Prest (600 m, da IV a VI); parete ovest Miotto-Saviane-Fornasier (600 m, fino a VI-); diedro ovest Miotto Bee (650 m, V e VI-).
- Traversata dei Ferùch: viàz alpinistico di notevole sviluppo, grandioso come il Viàz dei Camòrz e dei Camorzieri sul vicino gruppo della Schiara che collega Forzella Zana a Forcella Pòm percorrendo la lunga cresta dei Ferùch con passi di III. Trovato da F. Miotto, ripercorso dallo stesso con P. Sommavilla.

## Classificazione

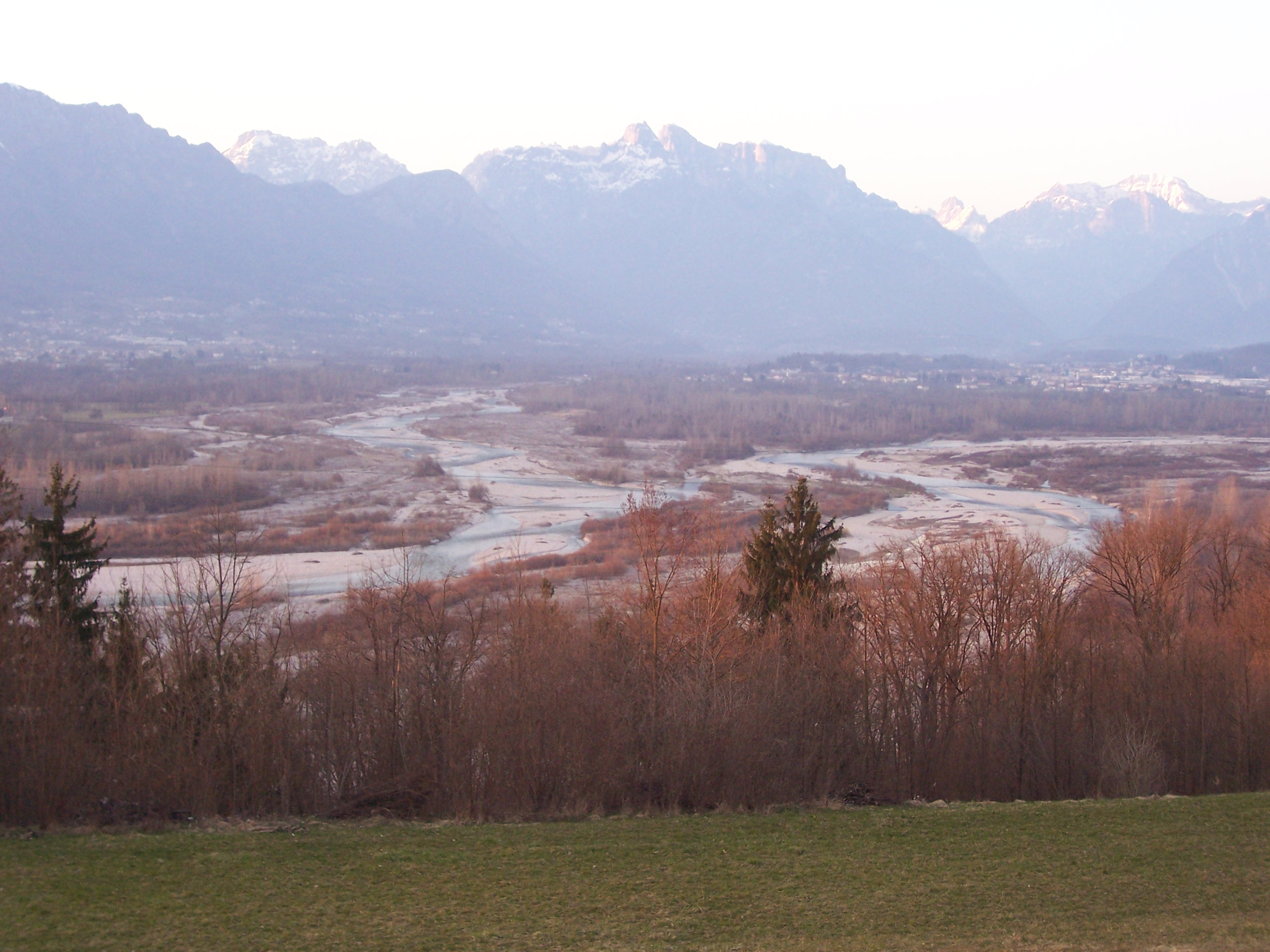
Panoramica dei Monti del Sole, con ai piedi la confluenza del Cordevole nel fiume Piave.

Secondo la SOIUSA i Monti del Sole costituiscono un sottogruppo alpino ed hanno la seguente classificazione:
- Grande parte = Alpi Orientali
- Grande settore = Alpi Sud-orientali
- Sezione = Dolomiti
- Sottosezione = Dolomiti di Feltre e delle Pale di San Martino
- Supergruppo = Gruppo Pale di San Martino-Feruc
- Gruppo = Gruppo dei Feruc
- Sottogruppo = Monti del Sole
- Codice = II/C-31.IV-A.2.b